# بيت أبو عطشان (جحانة)

تعديل مصدري - تعديل

بيت أبو عطشان هي إحدى قرى عزلة اليمانية السفلى بمديرية جحانة التابعة لمحافظة صنعاء، بلغ تعداد سكانها 338 نسمة حسب تعداد اليمن لعام 2004.